# 南美洲板块
南美洲板块，简称南美板块，是一个大板块，包括了整个南美洲大陆，向东一直延伸至中大西洋海岭。它是1968年勒皮雄首次提出的六大板块中美洲板块的南半部。
南美洲板块的东界是离散边界，与非洲板块相邻，这一边界形成了中大西洋海岭的南段。其南界与南极洲板块和斯科舍板块形成复杂的边界。其西界与正在消减的纳斯卡板块形成会聚边界。在其北界，南美洲板块则与加勒比板块相邻。
今天业已分裂成科科斯板块和纳斯卡板块的古法拉龙板块的南部残遗部分仍然在继续向南美洲板块的西界之下消减。这一消减作用抬升了宏伟的安第斯山脉，并造就了散布于安第斯山脉中的火山。据一些推测，南美洲板块的西向移动除了迫使科科斯板块和纳斯卡板块消减于其下之外，还使其北面的加勒比板块和南面的斯科舍板块遭到挤压。这两个板块具有相似的形状，而且都在其东界发生消减；它们被认为是在法拉龙板块上形成的古火山区，火山喷发使这两个板块的地壳加厚，因而无法消减于南美洲板块之下。
有证据表明，南美洲板块现仍在继续以一个非常缓慢的速度向北移动。